# Římskokatolická farnost – arciděkanství Chrudim
Římskokatolická farnost – arciděkanství Chrudim je územním společenstvím římských katolíků v rámci chrudimského vikariátu královéhradecké diecéze.

## O farnosti

### Historie
V roce 1349 byl v Chrudimi postaven na místě někdejšího hradu kostel Nanebevzetí Panny Marie, který do sebe pojal presbytář někdejší hradní kaple. V tomto kostele je uchováván obraz Krista-Salvátora. Z roku 1350 je dochována zmínka o kostele Povýšení sv. Kříže. Tehdy při každém kostele existovala samostatná farnost. Později již zůstala v Chrudimi farnost jediná, při kostele Nanebevzetí Panny Marie.

#### Přehled duchovních správců
- 1622-1625 Šebestián František Novopacký
- 1625-1626 Jiří Bílek Kouřimský
- 1626-1628 Matyáš Appiani
- 1629-1640 Řehoř Jiří František Čichovský
- 1641-1644 Diviš Ferdinand Měsíček
- 1644-1646 Pavel Münzer
- 1646-1662 Jan Vojtěch Švanda
- 1663-1666 Pavel Žák
- 1666-1670 Jakub Jindřich Blažejovský
- 1670-1685 Samuel Václav Hataš
- 1685-1716 Jan Václav Petzold
- 1716-1724 Václav Lachmann
- 1725-1733 Pavel Bernard Lýr
- 1733-1735 Jan František Herrmann
- 1736-1756 František Josef Sosnovec
- 1757-1758 Josef Jan Dohalský
- 1759-1761 Václav Haugwitz
- 1765-1783 Jáchym Karel Audrcký
- 1783-1800 Josef Schütz
- 1801-1825 Josef Stanislav Urban
- 1825 Václav Koželuh
- 1825-1846 Josef Liboslav Ziegler
- 1846-1847 Antonín Lacyna
- 1847 Antonín Stránský
- 1848-1858 Josef Havel
- 1858-1860 Josef Vobrovský
- 1860-1867 Václav Pelikán
- 1867-1869 Antonín Sysel
- 1869-1888 František Umlauf
- 1888-1900 František Walter
- 1901-1913 Josef Antonín Mrštík
- 1951-1952 Josef Vrzal
- 1953 Vladimír Matějka
- 1953-1958 František Jurák
- 1958-1975 Miroslav Bartl
- 1975-1990 Eduard Seidl
- 1990-1992 Rudolf Zahálka
- 1992-1993 Václav Pavliš
- 1993 Bohuslav Směšný
- 1993-2009 Josef Smola
- 2009-2021 Jiří Heblt
- 2021-současnost Jan Šlégr

### Současnost
Farnost Chrudim má sídelního duchovního správce, který je zároveň administrátorem ex currendo farnosti Vejvanovice.
| Kostel                         | Místo       | Bohoslužba                        | Bohoslužba                                               | Poznámka        |
| ------------------------------ | ----------- | --------------------------------- | -------------------------------------------------------- | --------------- |
| Kostel Nanebevzetí Panny Marie | Chrudim     | neděle pondělí úterý pátek sobota | 8.30 18.00 SELČ 18.00 SELČ 18.00 7.30 SELČ               | farní kostel    |
| Kaple na arciděkanství         | Chrudim     | pondělí úterý sobota              | 18.00 SEČ 18.00 SEČ 6.30 v adventu, 7.30 SEČ mimo advent | filiální kaple  |
| Kostel Povýšení sv. Kříže      | Chrudim     | neslouží se pravidelně            | neslouží se pravidelně                                   | filiální kostel |
| Kostel sv. Michaela archanděla | Chrudim     | neslouží se pravidelně            | neslouží se pravidelně                                   | filiální kostel |
| Kostel svaté Kateřiny          | Chrudim     | neděle středa čtvrtek             | 18.00 6.30 v adventu, 7.30 mimo advent 18.00             | filiální kostel |
| Kostel sv. Bartoloměje         | Kočí        | sobota před 2. nedělí v měsíci    | 17.00 SEČ, 18.00 SELČ                                    | filiální kostel |
| Kostel sv. Marka               | Markovice   | sobota před 4. nedělí v měsíci    | 17.00 SEČ, 18.00 SELČ                                    | filiální kostel |
| Kostel Nejsvětější Trojice     | Pouchobrady | sobota před 1. nedělí v měsíci    | 17.00 SEČ, 18.00 SELČ                                    | filiální kostel |
| Kostel Nanebevzetí Panny Marie | Topol       | neslouží se pravidelně            | neslouží se pravidelně                                   | filiální kostel |
| Kostel sv. Jiří                | Tři Bubny   | sobota před 3. nedělí v měsíci    | 17.00 SEČ, 18.00 SELČ                                    | filiální kostel |